# Ferdinand Ebeling
Julius Wilhelm Ferdinand Ebeling (* 19. September 1878 auf Gut Kressenbrunnen bei Grebenstein; † 13. September 1933 in Kützkow bei Pritzerbe) war ein deutscher Landwirt und Landrat.

## Leben
Ebeling wurde auf dem von seinem Vater Ferdinand Ebeling gepachteten Gut Kressenbrunnen (Kreis Hofgeismar) geboren. Die Grundschule besuchte er im benachbarten Grebenstein. Als die Familie 1889 nach Sachsen umzog, weil sein Vater dort das Rittergut Dardesheim pachtete, wurde Ebeling nach Braunschweig geschickt. Dort besuchte der das Herzogliche Neue Gymnasium, auf welchem er 1897 sein Abitur ablegte. Danach war er Landwirtschaftslehrling auf dem Rittergut Ampleben bei Wolfenbüttel. Im Herbst 1898 immatrikulierte er sich an der Universität Breslau und studierte Landwirtschaft. Das Studium schloss er 1904 mit der Promotion zum Dr. phil. ab. Während des Studiums wurde er Mitglied des Corps Silesia Breslau. 
Nach kurzer Tätigkeit auf der Domäne Memleben in Sachsen ging er 1906 nach Wismar (Pommern), bereits 1907 ging er aber nach Kolberg und 1909 nach Liebenwalde, bevor er 1910 ein Rittergut in Kniestedt bei Salzgitter pachtete. Nach dem Ersten Weltkrieg  war er bis zum Lebensende Rittergutspächter in Kützkow (heute Ortsteil von Havelsee).

## Werke
- Ein schlesisches Rittergut, seine Entwicklung seit dem Jahre 1824 und seine heutige Gestaltung (= Dissertation), Breslau 1904 (enthält Lebenslauf)